# Peter Newsome

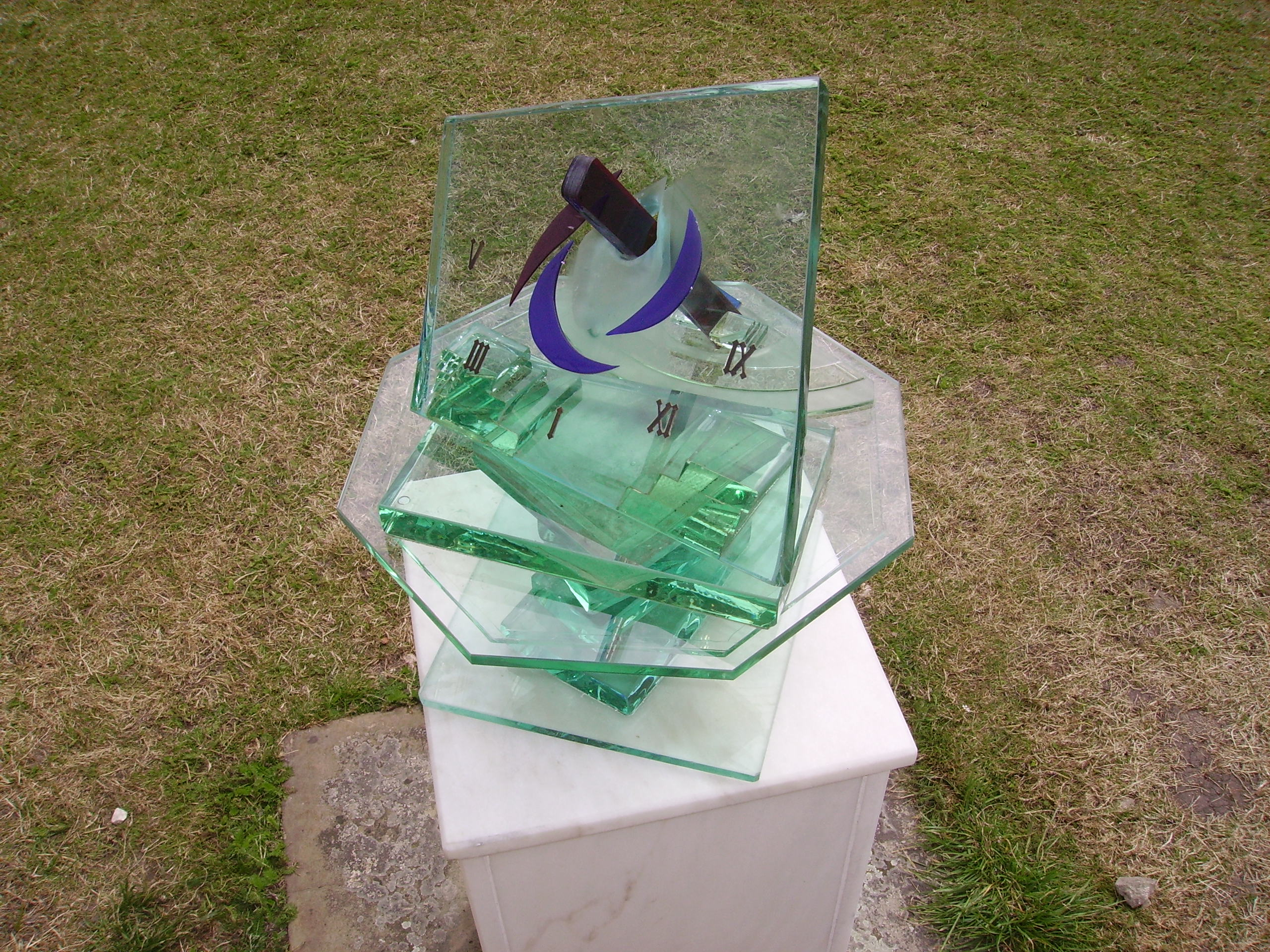
Sundial Glass

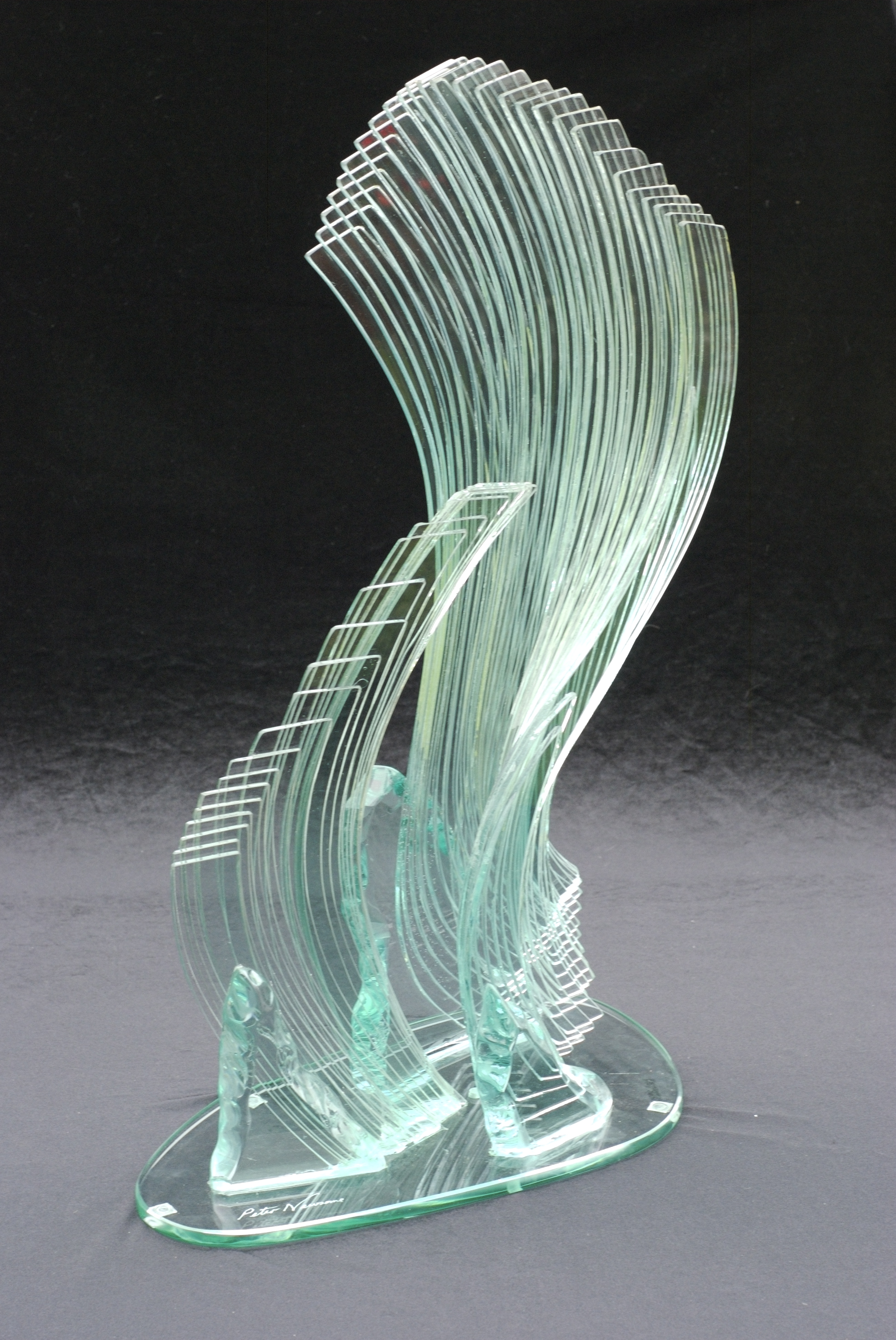
Wind Song Glass

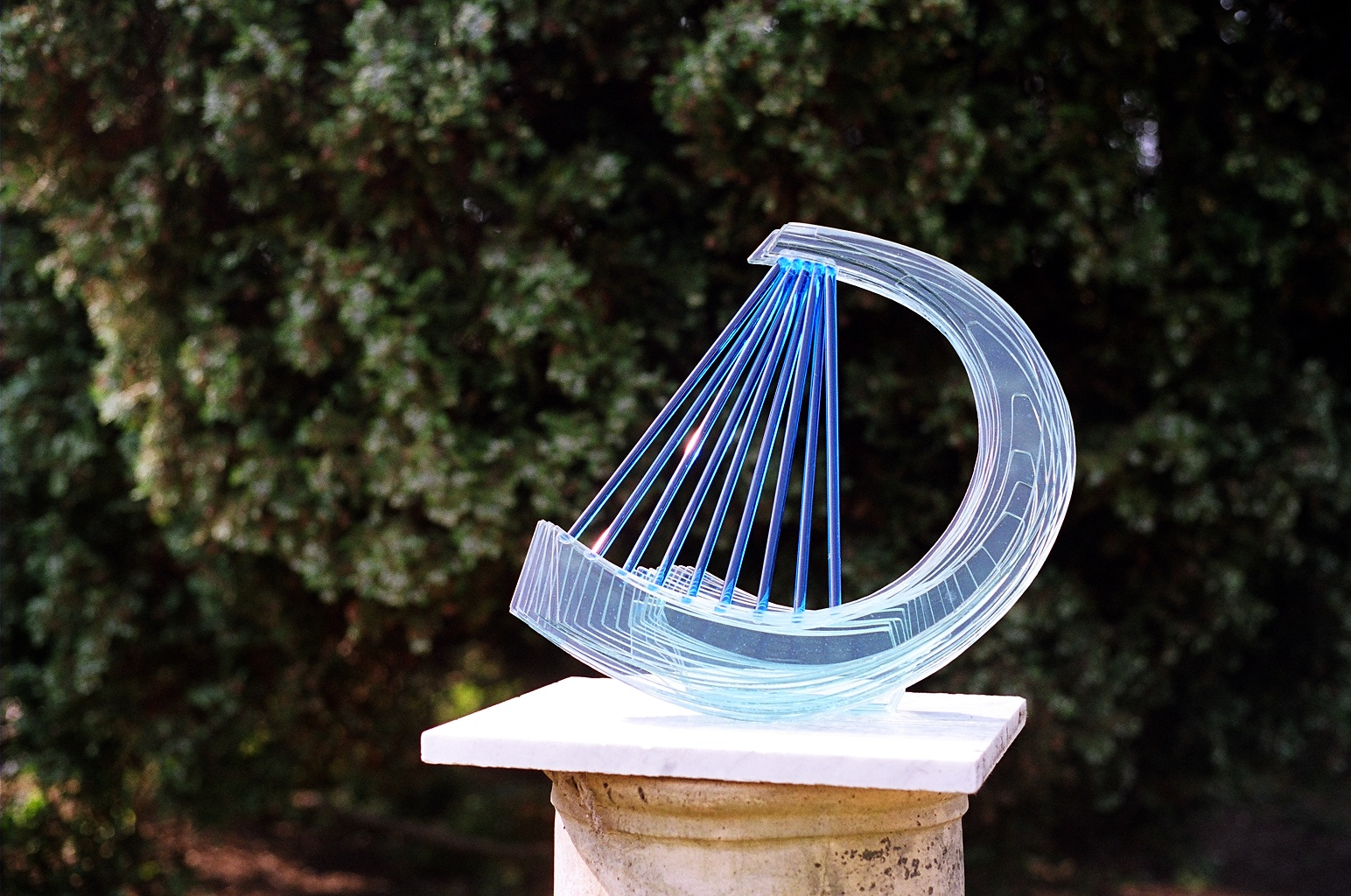
Focus Glass

Peter Newsome (Londen, februari 1943) is een kunstenaar die zich bezighoudt met glasbeeldhouwkunst.

## Zijn werk
Sinds 1993 houdt Peter Newsome PhD, ARBS zich uitsluitend bezig met het creëren van beeldhouwwerk in glas. Zijn glaskunstwerken worden zowel in het Verenigd Koninkrijk als in New York tentoongesteld. 
Newsome werkt zowel met de traditionele techniek van de glazenier als met die van de glasbeeldhouwer, waarbij ieder stukje glas op maat wordt gesneden en samengevoegd via lijmtechnieken zijn tot eigen glascreatie.
De techniek heeft hij geleerd bij en overgenomen van de glasindustrie. In tegenstelling tot traditionele glaskunstenaars als glasblazers en glasfusers gebruikt hij zelden hoogverhit glas bij de creatie van zijn sculpturen. In plaats daarvan gebruikt hij glas van een hoge kwaliteit, industriële lijmen en laminaten. Voorts past hij daar waar nodig industrieel vervaardigde roestvrijstalen onderdelen toe, opdat hij sculpturen op vrijwel iedere schaal kan maken.

## Tentoonstellingen
- Art Fair London,  Burton’s Court, Chelsea & Business Design Centre, Islington.
- Bow House Gallery, Barnet, Hertfordshire
- Centenary Exhibition of Royal British Society of Sculptors, Botanical Gardens, Leicester
- Chelsea Flower Show, Londen
- Chelsea Open, Chelsea Old Town Hall, Londen
- Cynthia Corbett Gallery, Wimbledon, Surrey
- Dignon Gallery, Dundas St, Edinburgh
- Dfn Gallery, Broadway, Manhattan, New York, Verenigde Staten
- Edith Grove Gallery, Fulham, Londen
- Goldsmiths Fair, Goldsmiths Hall, Londen
- Guernsey International Sculpture Exhibition, Channel Islands
- Hay’s Gallery, Londen
- Hampton Court Flower Show, Hampton Court,Middlesex
- Henley Festival, Towpath Gallery,  Henley-on-Thames, Oxfordshire
- Mall Galleries,The Mall, Londen.
- Newby Hall Sculpture Park, Yorkshire.
- Nymans Garden (National Trust), Sussex
- OXO Tower, South Bank, Londen
- Royal Horticultural Garden Wisley, Surrey
- Royal British Society of Sculptors, Kensington, Londen